# 邢晗铭
邢晗铭（1999年10月20日—），女，汉族，浙江温州人，中国歌手，现就读于浙江音乐学院。2019年參加浙江卫视《2019中国好声音》，盲選時憑着一首《得知平淡珍貴的一天》獲得李榮浩和王力宏兩位導師的轉身，并最終成爲了李榮浩戰隊冠軍學員及全國總決賽冠軍。她的学校老师之一为王滔。

## 评价
她的老师，声乐系副主任王透露了她为复读生，由此说道：“我知道她第一年考的就是浙音，没想到第二年还有勇气再来。”